# Machimia tentoriferella
Machimia tentoriferella là một loài bướm đêm thuộc họ Oecophoridae. Nó được tìm thấy ở Nova Scotia tới North Carolina và Tennessee, phía tây đến Mississippi và Iowa, phía bắc đến Ontario.
Sải cánh dài 20–26 mm. Khi trưởng thành chúng bay từ tháng 9 đến tháng 10 tùy theo địa điểm.
Ấu trùng ăn Fraxinus americana và Fraxinus nigra. Các loài thức ăn khác được ghi nhận bao gồm bạch dương, du, phong, sồi, đoạn, hồ đào, anh đào, dẻ gai, mạy châu, bạch dương lá tim, dẻ, phỉ, táo, đinh hương châu Âu và thù du.

## Hình ảnh

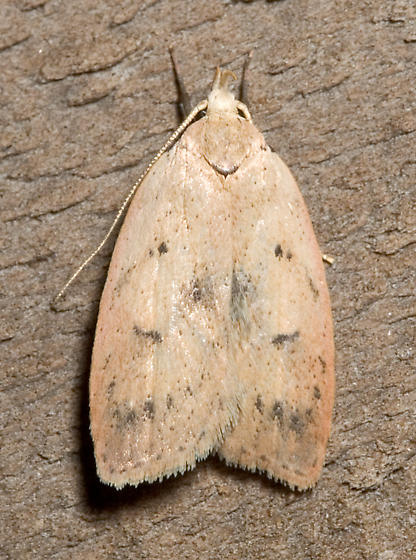